# Cryptaspidiotus barbusano
Cryptaspidiotus barbusano är en insektsart som först beskrevs av Karl Hermann Leonhard Lindinger 1908.  Cryptaspidiotus barbusano ingår i släktet Cryptaspidiotus och familjen pansarsköldlöss. Inga underarter finns listade i Catalogue of Life.